# Scinax duartei
Scinax duartei é uma espécie de anfíbio da família Hylidae. Endêmica do Brasil, onde pode ser encontrada nos estados do Rio de Janeiro, Minas Gerais e São Paulo.